# Puchar Polski (województwo śląskie) w piłce nożnej mężczyzn (2021/2022)
W sezonie 2021/2022 Puchar Polski na szczeblu regionalnym w województwie śląskim składał się z 4 rund, w których uczestniczyło 12 zwycięzców okręgów: Bielsko-Biała, Bytom, Częstochowa, Katowice, Lubliniec, Racibórz, Rybnik, Skoczów, Sosnowiec, Tychy, Zabrze i Żywiec. Rozgrywki miały na celu wyłonienie zdobywcy Regionalnego Pucharu Polski w województwie śląskim i uczestnictwo na szczeblu centralnym Pucharu Polski w sezonie 2022/2023.

## Uczestnicy
| III liga                                                               | IV liga | klasa okręgowa                                                                               |
| ---------------------------------------------------------------------- | --- | -------------------------------------------------------------------------------------------- |
| - Polonia Bytom - OPP Bytom - Rekord Bielsko-Biała - OPP Bielsko-Biała | - Raków II Częstochowa - OPP Częstochowa - Gwarek Ornontowice - OPP Zabrze - Unia Dąbrowa Górnicza - OPP Sosnowiec - ROW 1964 Rybnik - OPP Rybnik - GKS II Tychy - OPP Tychy - Unia Turza Śląska - OPP Racibórz - Orzeł Łękawica - OPP Żywiec | - MLKS Woźniki - OPP Lubliniec - GKS II Katowice - OPP Katowice - Tempo Puńców - OPP Skoczów |

## I runda
Losowanie par I rundy odbyło się 11 kwietnia 2022 roku, natomiast mecze rozegrano 20 kwietnia tegoż roku. Wolny los otrzymały: GKS II Katowice, Rekord Bielsko-Biała, Tempo Puńców i Unia Turza Śląska.
| 20 kwietnia 2022 | MLKS Woźniki | 0:10  | Gwarek Ornontowice |  |
| 17:00            |              | (0:2) | 30' Gonzalo López · 45' Mateusz Kasprzyk · 56' Mychajło Krywycz · 57', 68' Dawid Boczar · 59' Gogita Gogatiszwili · 77' Dominik Miłek · 80' Maciej Kowalik · 84', 90' Mateusz Raczyński |  |

| 20 kwietnia 2022 | ROW 1964 Rybnik       | 1:2   | Polonia Bytom                        |  |
| 17:00            | 82' Łukasz Krakowczyk | (0:2) | 7' Orest Tkaczuk · 12' Kordian Górka |  |

| 20 kwietnia 2022 | Unia Dąbrowa Górnicza                                     | 3:1   | Orzeł Łękawica      |  |
| 17:00            | 56' Krzysztof Bąk · 87' Hubert Kolano · 90' Józef Misztal | (0:0) | 59' Kacper Piórecki |  |

| 20 kwietnia 2022 | Raków II Częstochowa            | 2:1   | GKS II Tychy     |  |
| 17:00            | 58', 81' Mateusz Niedziałkowski | (0:0) | 60' Konrad Pipia |  |

## 1/4 finału
Losowanie par ćwierćfinałowych odbyło się 22 kwietnia 2022 roku, natomiast mecze rozegrano 11 maja tegoż roku.
| 11 maja 2022 | Tempo Puńców       | 1:0   | Unia Dąbrowa Górnicza |  |
| 17:30        | 29' Tomasz Stasiak | (1:0) |                       |  |

| 11 maja 2022 | Unia Turza Śląska  | 1:0   | Polonia Bytom |  |
| 17:30        | 74' Bartosz Łyczko | (0:0) |               |  |

| 11 maja 2022 | Raków II Częstochowa              | 2:4   | Rekord Bielsko-Biała                                                           |  |
| 17:30        | 2' Pedro Vieira · 65' Jakub Bator | (1:1) | 15' Marcin Wróbel · 84' Tomasz Nowak · 87' Dawid Kasprzyk · 90' Szczepan Mucha |  |

| 11 maja 2022 | GKS II Katowice | 1:1 k. 4:2    | Gwarek Ornontowice    |  |
| 18:30        | 70' Alan Bród   | (0:0, k. 4:2) | 60' Kamil Lewandowski |  |

## 1/2 finału
Pary półfinałowe rozlosowano 16 maja 2022 roku, natomiast mecze rozegrano 31 maja i 8 czerwca tegoż roku.
| 31 maja 2022 | Unia Turza Śląska | 0:2   | Rekord Bielsko-Biała                |  |
| 18:00        |                   | (0:1) | 3' Marcin Wróbel · 68' Tomasz Nowak |  |

| 8 czerwca 2022 | Tempo Puńców | 0:1   | GKS II Katowice     |  |
| 18:00          |              | (0:1) | 21' Kamil Komandera |  |

## Finał
Finał pierwotnie miał się odbyć 8 czerwca 2022 roku, jednak ostatecznie został rozegrany tydzień później. W nim Rekord Bielsko-Biała pokonał GKS II Katowice, dzięki czemu wygrał Regionalny Puchar Polski w woj. śląskim i uzyskał możliwość gry na szczeblu centralnym Pucharu Polski w sezonie 2022/23.
| 15 czerwca 2022 | GKS II Katowice      | 1:3   | Rekord Bielsko-Biała                                       |                                     |
| 18:00           | 22' Bartosz Wodnicki | (1:0) | 53' Tomasz Nowak · 65' Dawid Kasprzyk · 79' Mateusz Madzia | Ośrodek Sportowy Kolejarz, Katowice |